# Драгослав Макс Јанковић
Драгослав Макс Јанковић (Јесенице, 27. април 1932 — Београд, 11. август 1988) био је глумац, пантомимичар и педагог, пионир из области пантомиме који је свој радни век посветио сценском покрету.

## Биографија
Рођен је 27. априла 1932. године у Јесеници, данашња Словенија. Основну школу учио је у Јесеницама, Смедереву, Суботици и Новом Саду, а гимназију је завршио 1952. године у Вршцу, где је направио прве глумачке кораке као глумац аматер. Студирао је глуму на Позоришној академији у Београду, у периоду од 1952. до 1956. године, после чега је добио први ангажман у Народном позоришту у Мостару, где је играо до 1961. године.
Као стипендиста француске владе отишао је 1960. године у Париз на усавршавање пантомиме. Прво је похађао пантомиму код Етјена Декруа и Марсела Марсоа, а касније и школу Ecole Lecoq – Mime Education du Comedien коју завршава 1961. године. По повратку из Француске добио је ангажман у Српском народном позоришту у Новом саду, где је остао до 1973. године, где је остварио тридесетак мањих, углавном епизодних улога. Његов највреднији допринос театру је из области пантомиме и сценског покрета. У Новом Саду бавио се педагошким радом у Драмском студију Српског народног позоришта, у којем је предавао сценски покрет од 1964/1965. до 1969/1970. године.
Затим је отишао на Академију уметности у Београду, где је предавао сценске кретње. Једно време је играо и на београдским сценама, али се убрзо посветио само педагошком раду. Међутим, уметничку активност наставио је као аутор сценског покрета у многим представама у југослованским театрима, као и тв-емисијама.
Неколико пута се окушао и као редитељ („Флора господина Флоријана”, „Кревет за три особе”), а био је помоћник редитеља у: „Просјачкој опери”, „Недељи у Њујорку”, „Госпођи Бовари”, „Великом Маку” и у опери „Хајде да стварамо оперу”. По једну улогу имао је у опери „Слепи миш” и балету „E = mc²”. Запажене резултате је постигао у раду са аматерима Атељеа младих у Панчеву.
Добитник је Награде за сценске кретње 1979. године на Сусрету професионалних позоришта Србије „Јоаким Вујић”.
Умро је у Београду 11. августа 1988. године.